# Gorenja Žetina
Gorenja Žetina je naselje u slovenskoj Općini Gorenjoj vasi - Poljane. Gorenja Žetina se nalazi u pokrajini Gorenjskoj i statističkoj regiji Gorenjskoj. 

## Stanovništvo
Prema popisu stanovništva iz 2002. godine naselje je imalo 51 stanovnika.